# Febre del cautxú

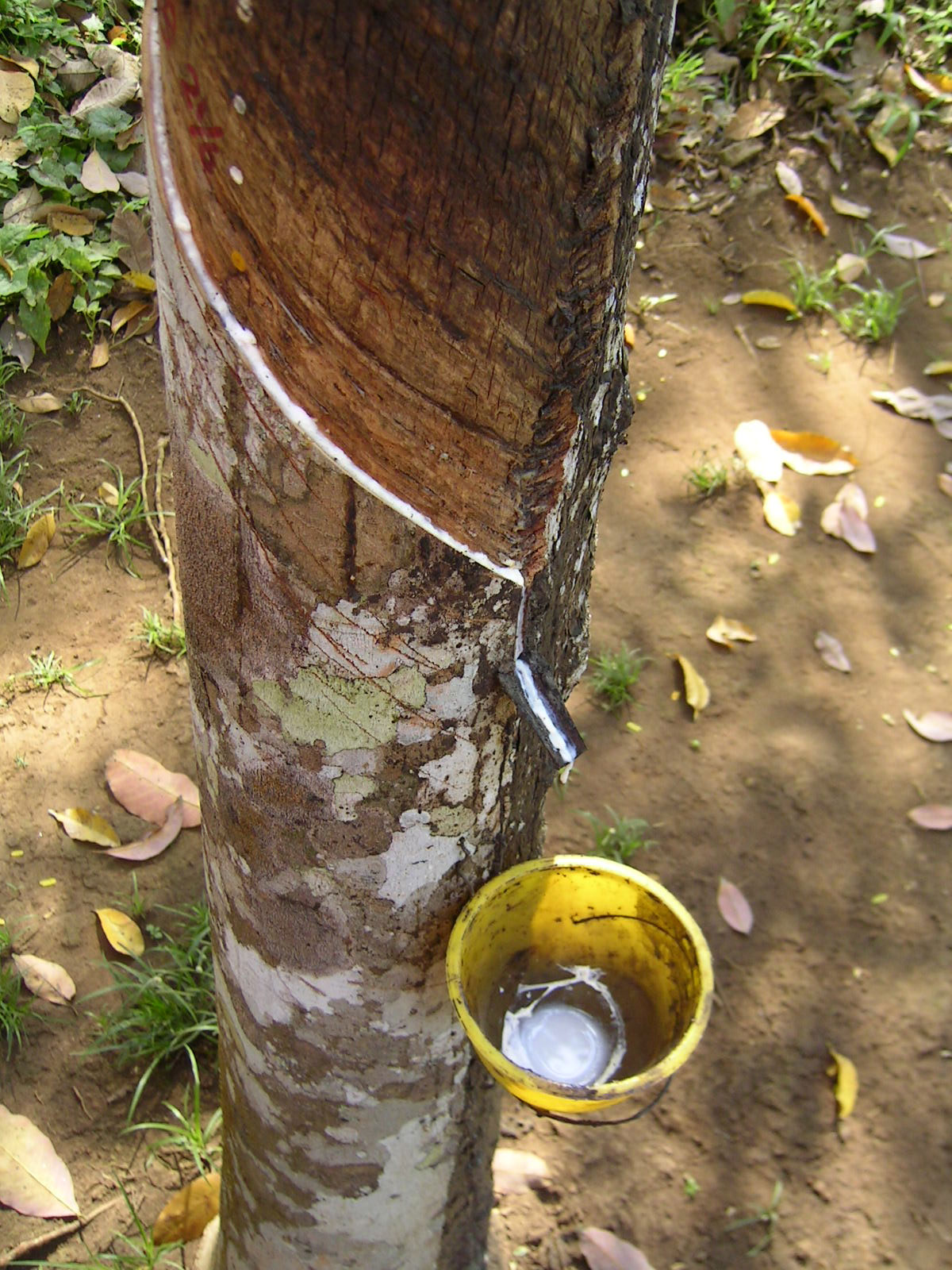
Extracció de làtex d'un Arbre del cautxú o Seringueira (en portuguès).

La febre del cautxú va ser un període en el qual es va realitzar una extracció i comercialització massiva del cautxú a la regió amazònica entre 1879 i 1912.
La transcendència econòmica i social a països amb territoris amazònics, com Brasil, Perú, Bolívia, Colòmbia i l'Equador van disparar el procés colonitzador, atraient riquesa i causant transformacions culturals i socials, a més de donar gran impuls a ciutats amazòniques com Iquitos al Perú, Belém al Brasil i en especial la ciutat brasilera de Manaus, fins avui la principal ciutat amazònica i capital de l'Estat d'Amazones (Brasil).

## Descripció
La febre del cautxú va atènyer l'auge entre 1879 i 1912 i va experimentar, temps després, un renaixement entre els anys de 1942 i 1945. El descobriment de la vulcanització i de la càmera pneumàtica a la dècada del 1850 va donar lloc a una «febre extractiva del cautxú»".
Es denomina cautxú al suc o làtex d'una varietat de plantes o arbres de grans dimensions. Hi ha diverses varietats de gomes, entre elles jebe, balata i gutaperxa. Els arbres que proveeixen aquesta substància són les Heveas, el guayule, el ficus elàstic, i la Castilloa Ulei, entre d'altres.
Va ser a la Selva amazònica on es va desenvolupar l'activitat extractora de cautxú a partir de l'arbre del cautxú, un arbre que pertany a la família de les Euphorbiaceae, també conegut com a arbre de la fortuna. De la tija d'aquest arbre és extret un líquid blanc, anomenat làtex, compost en un 35% d'hidrocarburs, dels quals destaca el 2-metil-1,3-butadiè (C ₅ H ₈), comercialment conegut com a isoprè o monòmer de cautxú.
Els indígenes centreamericans van ser els primers a aprofitar les particulars propietats del cautxú natural. La primera fàbrica de productes de cautxú (bandes elàstiques i suspensoris) va sorgir a París, l'any 1803.
El làtex és una substància pràcticament neutra, amb un pH de 7,0 a 7,2. Però quan es deixa exposada a l'aire per un període de 12 a 24 hores, el pH disminueix a 5,0 i pateix una coagulació espontània, formant un polímer que és el cautxú, representat per la Fórmula química (C₅ H₈) n, on n és de l'ordre de 10.000 i presenta una massa molecular mitjana de 600.000 a 950.000 g/mol.
El cautxú, obtingut d'aquesta manera posseeix una sèrie d'inconvenients: l'exposició a l'aire provoca que el líquid extret es contamini amb altres materials (detritus), el que el converteix en una substància perible i enganxosa causa de l'acció de la temperatura. mitjançant d'un procés industrial, el cautxú és tractat i s'eliminen les impureses, després se sotmet a un procés anomenat vulcanització, que dona com a resultat la desaparició de les propietats indesitjables del cautxú. D'aquesta manera, el cautxú es torna imperible, resistent als solvents i per a les variacions de temperatura, adquireix excel·lents propietats mecàniques i perd el caràcter enganxós.

## Cicle del cautxú al Brasil

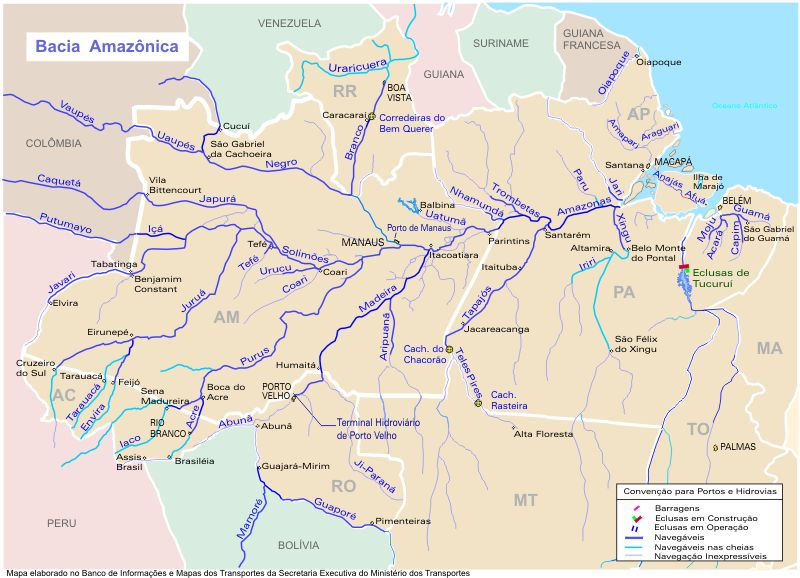
Regió amazònica, escenari de la Febre del cautxú.

### La primera febre del cautxú al Brasil: 1879-1912
Després del descobriment d'Amèrica, l'Amazònia brasilera es va mantenir en estat d'aïllament durant els primers quatre segles i mig, ja que no posseïa importants vetes d'or o mineral que es van revaloritzar en el mercat mundial, generant guanys i dividends a qualsevol que s'aventurés en aquest negoci.
Des d'inicis de la segona meitat del segle xix, el cautxú va començar a exercir una forta atracció sobre emprenedors visionaris. L'activitat extractiva del làtex a l'Amazònia es va tornar immediatament en una activitat molt lucrativa. El cautxú natural conquistar un lloc destacat en les indústries d'Europa i Amèrica del Nord, arribant a un elevat preu. Això va desencadenar l'arribada d'estrangers al Brasil, que venien amb la intenció de conèixer el famós arbre del cautxú i els mètodes d'extracció, amb la finalitat d'obtenir guanys amb aquest nou negoci. A causa de l'extracció del cautxú, es van desenvolupar les ciutats de Manaus, Belém i altres poblacions brasileres, que en poc temps ia causa de la riquesa que va portar el cautxú es van transformar en ciutats.

#### El projecte de la línia fèrria

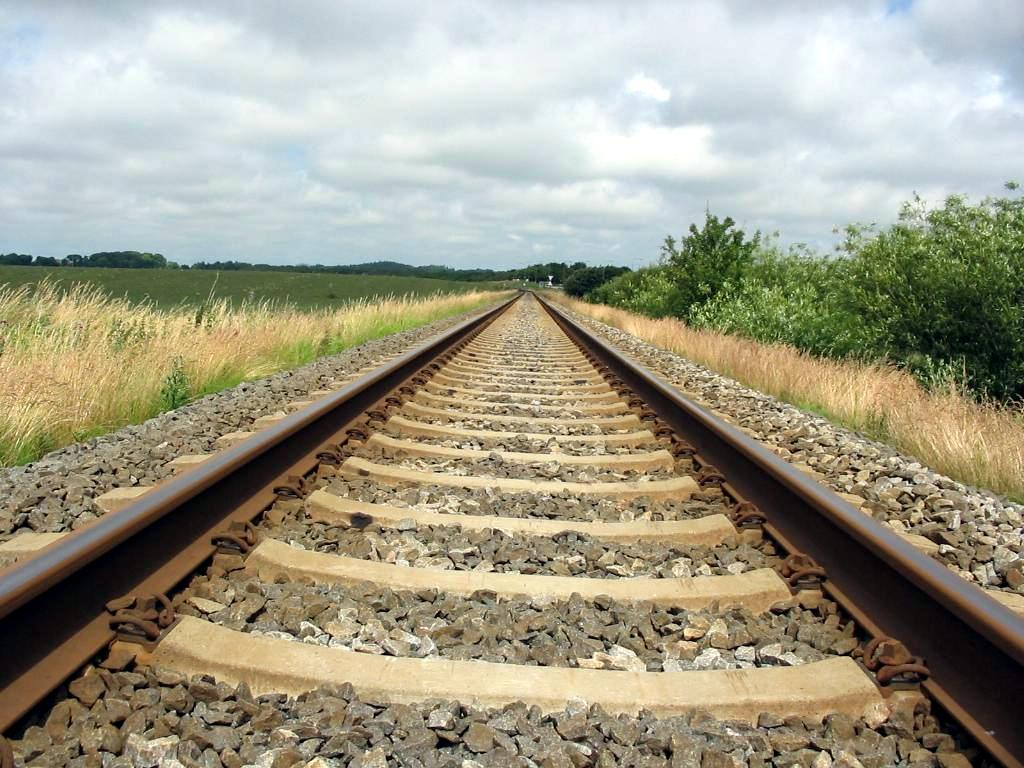
La Febre del cautxú va justificar la construcció del Ferrocarril Madeira-Mamoré

La idea de construir un ferrocarril als marges dels rius Madeira i Mamoré va sorgir a Bolívia el 1846. Com que aquest país no tenia vies per treure la producció de cautxú a través del seu territori, era necessari crear una alternativa que permetés exportar el cautxú cap a l'oceà Atlàntic. La idea inicial, optava per la via de la navegació fluvial, pujant pel riu Mamoré en territori bolivià i després pel riu Madeira al Brasil. Però el recorregut tenia grans obstacles naturals: vint cascades hi impedien la navegació. Llavors es va començar a pensar en la construcció d'una línia fèrria que cobrís per terra el tros fluvial problemàtic.
El 1867, els enginyers José i Francisco Keller van organitzar una gran expedició a la regió de les cascades del riu Madeira, per trobar el millor traçat per a una possible ferrovía. Encara que la idea de la navegació fluvial fos complicada, el 1869, l'enginyer nord-americà George Earl Church va obtenir del govern bolivià la concessió per crear una empresa que explorés les alternatives de navegació que lligués els rius Mamoré i Madeira. Però poc temps després i veient les dificultats d'aquest projecte, Church va canviar els plans centrant-se en el ferrocarril. La negociació van continuar, i el 1870 Church va rebre del govern brasiler el permís per construir una línia fèrria a la zona de les cascades del riu Madeira.

#### Qüestió d'Acre

Territori de l'actual estat d'Acre al Brasil.

Però la desmesurada extracció descontrolada del cautxú estava en vies de causar un conflicte internacional. Els treballadors brasilers s'endinsaven cada vegada més en les selves del territori bolivià, a la recerca de nous arbres de cautxú per extreure el preciós làtex, generant conflictes i lluites per qüestions frontereres a finals del segle xix, que fins i tot van arribar a requerir la presència militar.
La República Brasilera-denominada actualment vella república-, recentment proclamada, treia el màxim profit de les riqueses obtingudes amb la venda del cautxú, però preocupava molt la Questão do Acre (Qüestió de l'Acre, com estaven sent coneguts els conflictes fronterers per causa de l'extracció del cautxú).
Va ser llavors quan la providencial i intel·ligent intervenció del diplomàtic Baró del Riu Branco i de l'ambaixador Assis Brasil, en part finançats pels magnats del cautxú, va culminar en la signatura del Tractat de Petrópolis, duta a terme el 17 de novembre de 1903 durant el govern del president Rodrigues Alves. Aquest tractat va posar fi a la contesa amb Bolívia, garantint el control i possessió per part de Brasil de les terres i selves de l'Acre.
Brasil va obtenir el domini definitiu de la regió, donant a canvi terres de l'estat de Mato Grosso i el pagament de dos milions de lliures esterlines, sota el compromís de construir una línia fèrria que superés el difícil tram del riu Madeira i que permetés el lliure accés de mercaderies bolivianes (sent el cautxú la principal), als ports brasilers de l'Atlàntic (inicialment Belém do Pará, a la desembocadura del riu Amazones).
A causa d'aquest episodi històric, resolt pacíficament, la capital d'Acre va rebre el nom de Rio Branco i dos municipis el nom de dos importants personatges: Assis Brasil i Plácido de Castro.

##### La qüestió de l'Acre des de la posició peruana
El territori peruà s'estenia fins al riu Madeira al Brasil. No obstant això, entre 1867 i 1909, tot el territori de l'Acre va passar al Brasil sense lliurar batalla. Els presumptes drets del Brasil sobre aquesta extensa zona es remunten al fet que, el 1867, el president de Bolívia Mariano Melgarejo havia cedit territoris peruans al Brasil i ho va fer novament el 1889 pel Tractat de Petrópolis, després d'una llarga guerra fronterera de gairebé 30 anys. Des de llavors Brasil va voler posseir per la força aquestes terres, desitjant estendre inclusivament fins al riu Purús i el riu Yurúa.
El 25 d'octubre de 1902, la guarnició peruana de Amuheya va rebutjar un destacament brasiler que li exigia abandonar el seu lloc. El 1903, una llanxa amb personal peruà del comissariat de Chandles va ser tirotejada en l'Acre. El 1904, el coronel brasiler José Ferreira va arribar al riu Santa Rosa, afluent del Purús, i va saquejar cautxú i siringa a extractors peruans. En novembre d'aquest any, la guarnició de Amuheya es va rendir davant forces brasileres superiors després de dos dies de combats. Considerant impossible defensar militarment la regió, la pèrdua peruana es va fer efectiva pel Tractat Velarde-Rio Branco de 1909 i es va acordar una retallada territorial complementari amb el Tractat Pol-Sánchez Bustamante, també de 1909.

#### Construcció, auge i ocàs del ferrocarril Madeira-Mamoré
La línia fèrria Madeira-Mamoré va ser construïda sota la gestió de l'empresari nord-americà Percival Farquhar. També és coneguda com el Ferrocarril del diable (Ferrovia do Diabo en portuguès), ja que durant la construcció va cobrar la vida de prop de sis mil treballadors. La construcció va començar el 1907 durant el govern d'Affonso Penna i va ser un dels episodis més significatius en la història de la colonització amazònica, mostrant la clara intenció d'integrar la regió al mercat mundial mitjançant la comercialització del cautxú.
El 30 d'abril de 1912 va ser inaugurat l'últim tram de la línia fèrria. Tal ocasió va registrar l'arribada del primer comboi a la ciutat de Guajarà-Mirim, fundada aquest mateix dia. No obstant això, la destinació del ferrocarril que va ser construït amb el propòsit de transportar el cautxú i altres productes de la regió amazònica-per part de Bolívia i Brasil-cap als ports de l'Oceà Atlàntic, va tenir un mal desenllaç que va desplaçar el transport de productes a través del ferrocarril Madeira-Mamoré: la caiguda vertiginosa del preu del làtex al mercat mundial, que va tornar irrentable el comerç del cautxú, l'entrada en servei de dues noves ferrovíes (una a Xile i altra a l'Argentina), i a l'entrada en servei del Canal de Panamà el 15 d'agost de 1914.
A aquests fets, es van sumar els factors ambientals: la mateixa selva amazònica, amb el seu alt índex de pluja es va encarregar de destruir trossos sencers de la via, terraplens i ponts, empassant, gran part del projecte que l'home insistia a obrir per continuar amb el funcionament d'aquest ferrocarril.
El ferrocarril va ser deshabilitat parcialment en la dècada de 1930 i totalment el 1972, quan va ser inaugurada la carretera Transamazònica. De 364 km de longitud que va arribar a tenir la línia fèrria, queden tan sols set actius, utilitzats per a fins turístics.

#### Apogeu, refinament i luxe

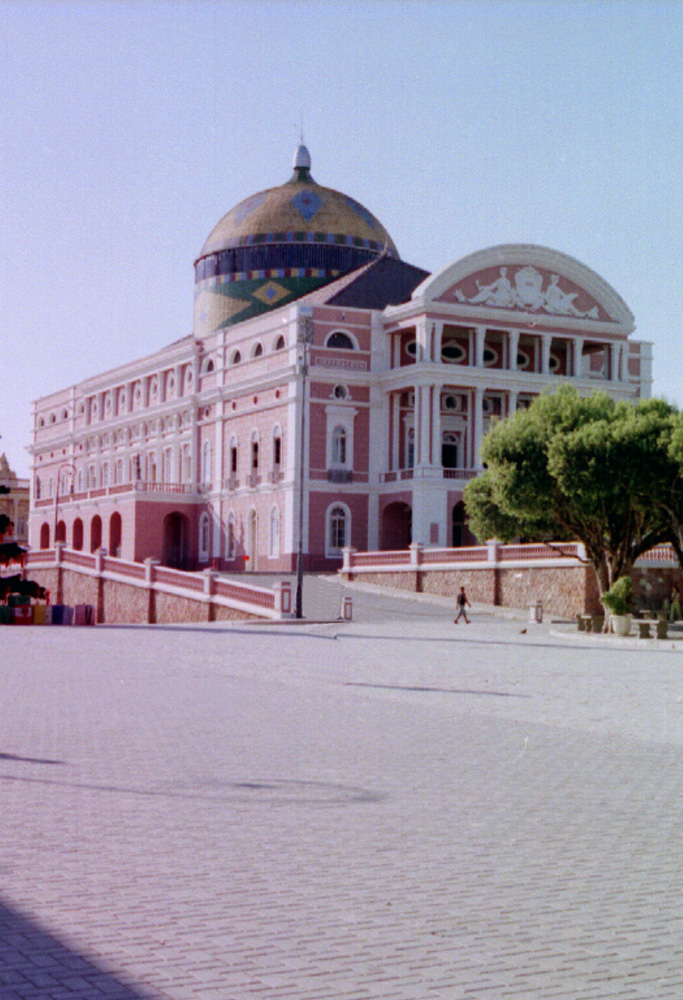
La febre del cautxú convertir les ciutats amazòniques en pròspers centres econòmics i culturals. Teatro Amazonas de la ciutat de Manaus.

La ciutat brasilera de Manaus a l'Estat d'Amazones (Brasil), era considerada en aquesta època la ciutat més desenvolupada del Brasil i una de les més pròsperes del món. Era l'única ciutat d'aquest país a posseir llum elèctrica i sistema d'aqüeducte i clavegueram. Manaus va viure el seu apogeu entre 1890 i 1920, gaudint de tecnologies que altres ciutats del sud del Brasil no posseïen. Oferia més de quinze quilòmetres de tramvia elèctric, quan Nova York o Boston només oferia tramvies tirats per cavalls. Les avingudes van ser construïdes en pantans dessecats, es van aixecar edificis imponents i luxosos com el Teatro Amazonas, el qual va ser inaugurat el 6 de gener de 1897 amb una presentació de La Gioconda de Ponichelli, interpretada per la Gran Companyia d'Òpera Italiana. Per la seva banda, la construcció del Palau de Justícia va costar dos milions de dòlars. Gran part d'aquest desenvolupament es deu al governador Eduardo Ribeiro.
L'apogeu va ser possible gràcies a l'alt impost que es cobrava per l'exportació del cautxú. Aquestes condicions van crear un clima favorable per banquers i comerciants.
La influència europea va poder entreveure a la ciutat de Manaus, sobretot en l'arquitectura i l'estil de vida, fent del segle xix la millor fase econòmica viscuda per la ciutat. La regió amazònica era origen, en aquesta època, de gairebé el 40% de totes les exportacions brasileres. Els nous rics de Manaus van convertir aquesta ciutat en la capital mundial del comerç de diamants. Gràcies al cautxú, la renda per capita de Manaus era dues vegades superior a la de la regió productora de cafè (São Paulo, Rio de Janeiro i Espírito Santo).
Però no tot era color rosa. Amb l'exuberància econòmica també van arribar els pitjors excessos del capitalisme i la industrialització. L'ostentació es va convertir en un costum.

### Genocidi i esclavitud per causa del cautxú
Durant la primera febre del cautxú, els territoris amazònics estaven habitats en la seva major part per ètnies indígenes. L'arribada de colonitzadors a la recerca del preuat cautxú a aquests territoris va causar un xoc cultural amb els natius que en la majoria dels casos van desembocar en tortures, prostitució forçosa, pedofília, esclavitud i massacres.
Alguns dels personatges directament relacionats amb aquestes pràctiques de sevícia i crueltat gaudeixen d'una injusta innocència davant de la història. Julio César Arana i els seus cruels capatassos, entre els quals ressalta el monstruós Miguel Loayza, els funcionaris de les multinacionals, les autoritats locals que no van defensar als indígenes de l'extermini.
Segons càlculs de l'escriptor Wade Davis, per cada tona de cautxú produïda, assassinaven deu indis i centenars quedaven marcats de per vida amb les fuetades, ferides i amputacions que es van fer famosos al nord-est amazònic

### Fi del monopoli amazònic del cautxú
Quan la línia fèrria Madeira-Mamoré, va ser conclosa el 1912 era molt tard: L'Amazònia ja estava perdent la primacia del monopoli de producció perquè els arbres del cautxú plantats pels anglesos en Malàisia, Sri Lanka i Àfrica subsahariana, amb llavors extretes il·legalment de la mateixa Amazònia, van passar a produir làtex amb major eficiència i productivitat. Conseqüentment, els menors costos de producció es van reflectir en el preu final, el que els va permetre assumir el control del comerç mundial del producte.
El cautxú provinent de l'Amazònia, va passar a tenir un preu poc competitiu en el mercat mundial, reflectint-se en l'estancament de l'economia regional. La crisi del cautxú es va aprofundir per la falta de visió empresarial i governamental que es va veure reflectida en l'absència d'alternatives que possibilitessin el desenvolupament regional, el que va causar l'ocàs de les altre temps pròsperes ciutats amazòniques.

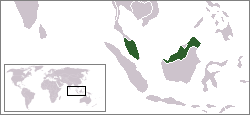
Malàisia, que va investigar tècniques d'extracció i sembra d'arbres de cautxú va ser la principal responsable per la pèrdua del monopoli cauchero de la regió amazònica.

A més del ferrocarril Madeira-Mamoré i les ciutats de Porto Velho i Guajarà-Mirim que va deixar com a herència aquest apogeu, la crisi econòmica pel final de la febre del cautxú, va deixar marques profundes en tota la regió amazònica: la caiguda de l'ingrés en els estats, alt índex de desocupació, èxode rural i urbà, estances i mansions completament abandonades i principalment, la total absència d'esperances dins de la població que va decidir romandre a la regió.
Molts dels treballadors de les zones caucheras, desproveïts dels guanys de l'extracció, es van establir a la perifèria de Manaus i altres ciutats a la recerca de millors condicions de vida. Allà, per falta d'un lloc per viure, van començar a partir de 1920, la construcció d'una "ciutat flotant", que es consolidaria en la dècada de 1960.
El Govern del Brasil va crear una institució amb l'objectiu de controlar la crisi, anomenat Superintendència de Defensa del Cautxú, però va resultar ineficient i no va poder solucionar-la, i va ser liquidada no gaire temps després.
En la dècada de 1930, Henry Ford, el pioner de la indústria nord-americana d'automòbils, va emprendre la tasca de sembrar arbres del cautxú a l'Amazònia, amb tècniques de cultiu i cures especials, però la iniciativa no va tenir èxit, ja que la plantació va ser atacada per una plaga que va afectar les fulles dels arbres.

### La segona febre del cautxú: 1942-1945
L'Amazònia viuria una altra vegada l'auge del cautxú durant la Segona Guerra Mundial, però, no va durar molt temps. Com que les forces japoneses van aconseguir dominar militarment el Pacífic Sud durant els primers mesos de 1942 i van envair Malàisia, el control de les zones caucheras d'Àsia va passar a mans nipones, el que va donar com a resultat la pèrdua per part dels països aliats del 97% de la producció de cautxú asiàtic.

#### La batalla del cautxú
Amb l'allistament de treballadors del nord-est brasiler, el president Getúlio Vargas (al centre al costat del president nord-americà Franklin Roosevelt a la dreta, a la ciutat de Natal, gener de 1943) va minimitzar el problema de la sequera del nord-est i al mateix temps incentivar de nou la colonització de l'Amazones brasiler.
En l'afany de solucionar el problema de desproveïment de cautxú que estaven patint les Forces aliades, el govern brasiler va pactar un acord amb el govern nord-americà (Acord de Washington), que va desencadenar una operació a gran escala d'extracció de làtex a l'Amazònia que va ser coneguda com la batalla del cautxú.
Com les zones d'extracció estaven abandonades, comptant amb només 35.000 treballadors, el gran desafiament de Getúlio Vargas, llavors president del Brasil, consistia a augmentar la producció anual de làtex de 18.000 a 45.000 tones, com resava l'acord fet amb els nord-americans. Per semblant tasca, serien necessaris uns 100.000 homes.
L'allistament de qui tingués interès a treballar en les zones d'extracció el 1943 era fet pel Servei Especial de Mobilització de Treballadors cap a l'Amazònia (SEMTA), amb seu a la ciutat de Fortaleza, al nord-est brasiler, creat pel llavors anomenat Estado Novo. L'elecció del nord-est com a seu es va deure essencialment com a resposta a una sequera devastadora a la regió i a la crisi precedent que van haver d'afrontar els pagesos de la zona.
A més del SEMTA, van ser creats pel govern amb la intenció de sostenir la "batalla del cautxú" la Superintendència per al proveïment de la Vall Amazònic (SAVA), el Servei Especial de Salut Pública (SESP) i el Servei de Navegació de l'Amazònia i de l'Administració del Port de Pará (SNAPP). També es va crear una institució anomenada Banc de Crèdit del Cautxú que seria transformat el 1950 al Banc de Crèdit de l'Amazònia.
Milers de treballadors de diverses regions del Brasil van atendre la crida del president i es van llançar a l'arriscada aventura d'extreure el preciós làtex i la regió va experimentar la sensació de riquesa i puixança. Els diners va tornar a circular a Manaus, Belém, i en ciutats i poblats veïns, enfortint l'economia regional.

#### L'equip bàsic

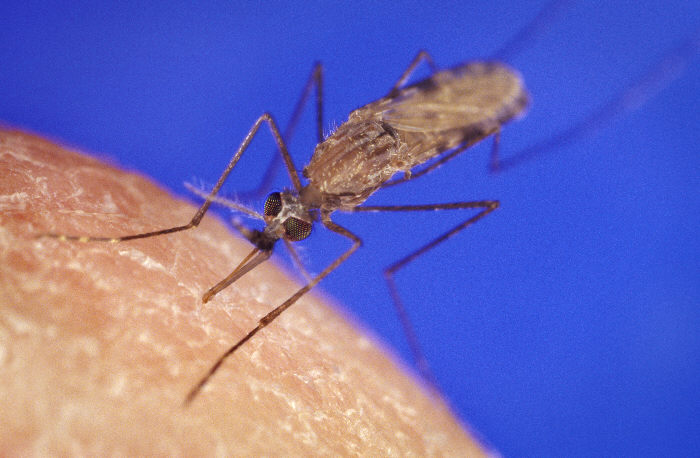
El xanquer o mosquit, insecte transmissor de la Malària i la Febre groga, malalties que van causar moltes morts als treballadors del cautxú.

Cada treballador signava un contracte amb el SEMTA que oferia un petit salari durant el viatge fins a l'Amazònia. Després de l'arribada, rebrien una remuneració de 60% de tot el guany que fos obtinguda amb el cautxú.
L'equipament que rebia cada treballador, en signar el contracte, consistia en: uns pantalons de mezclilla blau, una camisa de calicó, un barret de palla, un parell d'espardenyes de crín de cavall, una Caneca, un plat, uns coberts, una hamaca, un cartró de cigarretes Colomy i una motxilla.
Després de ser reclutats, els treballadors eren allotjats en un edifici construït per a aquesta finalitat, sota rígida vigilància militar, per després ser embarcats amb destinació a l'Amazones en un viatge que arribava a durar entre dos i tres mesos.

### Un camí sense retorn
Per a molts dels treballadors provinents del nord-est i altres regions del Brasil, aquesta aventura significar un camí sense retorn. Prop de 30.000 treballadors del cautxú van morir abandonats a l'Amazònia, després d'haver esgotat totes les seves forces extraient l'or blanc. Van morir de malària, febre groga, hepatitis i atacats per animals com jaguars, serps i escorpins. El govern brasiler va incomplir la promesa de transportar els soldats del cautxú de tornada als seus llocs d'origen al final de la guerra, es calcula que van aconseguir tornar (pels seus propis mitjans) tan sols 6.000 homes. Els treballadors supervivents d'aquesta batalla, són reconeguts com a herois nacionals en tot Brasil, de la mateixa manera que les forces brasileres que van participar en la Segona Guerra Mundial.

## Perú
El 1885, va començar l'època de l'auge del cautxú (encara que ja s'explotava des de temps enrere), producte l'exportació va augmentar any rere any fins a 1915, en què es van registrar 3.029 tones mètriques. Aquesta bonança no tornaria a repetir. Iquitos va experimentar durant aquells anys un auge i una prosperitat sense precedents, bonança que també va aconseguir a altres ciutats com Tarapoto, Moyobamba i Lamas. Els patrons malbarataven els diners que havien guanyat i construïen luxosos habitatges per a les que importaven materials des d'Alemanya i altres països d'Europa. Es va imposar la moda europea i els caucheros vestien amb les millors teles i bevien els més fins licors. Moltes de les construccions que encara es conserven a Iquitos donen testimoni de l'efímer període d'abundància i d'improvisades fortunes que, al final de comptes, es van esfumar amb la mateixa facilitat amb què s'havien format a costa de tantes vides, abusos i sacrificis.
La febre del cautxú en el Perú, està tenyida de sang i pólvora, de glòria i abusos. La història del cautxú a l'orient peruà va configurar el territori actual i va obrir els ulls a l'administració dels governs de torn, que poc o res donava per aquestes extenses regions verds. Aquella època és posterior a les expedicions que van portar els conqueridor sa ubicar el mític El Dorado o un Paititi que tancaven incalculables tresors, és també posterior a l'afany evangelitzador dels missioners que es van internar a l'Amazònia per fundar centres poblats i "civilitzar" als "salvatges". L'explorador que va entrar a la selva per extreure el cautxú a finals del segle xix ho va fer amb una imaginació lliure d'utòpiques ciutats cobertes d'or i sense una Bíblia que justifiqués les seves empreses.

### Els caucheros
El cauchero peruà no només va ser un empresari dedicat a l'extracció del làtex; també va ser un equivalent del miner a la frontera nord-americà, una mena de llei en una terra sense lleis, i moltes vegades el defensor de la sobirania i la integritat territorial davant les aspiracions expansionistes dels veïns brasilers, colombians i equatorians. De fet, eren conegudes les pretensions brasileres que consideraven que el llavors imperi del Brasil només seria una potència mundial si aconseguia una sortida al Pacífic.
Iquitos, fundada el 1757, pels jesuïtes i convertida en capital del departament de Loreto pel mariscal de l'exèrcit del Perú Ramón Castella i Marquezado, el 1864, va ser el centre cauchero de la selva peruana i el primer port fluvial al riu Amazones peruà. Des d'allà es comercialitzava amb Manaus, al Brasil. Des 1880, amb l'auge del cautxú, la ciutat va conèixer una gran expansió. Va arribar a comptar amb colònies de portuguesos, espanyols, jueus, [xinesos, i fins a nou consolats en aquella època. Iquitos va gaudir d'anys daurats en què la riquesa que va portar l'or blanc va deixar mostres de l'esplendor en mansions i en edificis d'estil morisc, com la Casa de Fierro, dissenyada per l'enginyer Alexandre Gustave Eiffel.
La demanda del cautxú a la fi del segle xix, va fer que s'iniciés una mena de "febre del cautxú", similar a la de l'or d'unes dècades abans als Estats Units d'Amèrica, i el Canadà. Colombians, equatorians i, sobretot, brasilers es van establir a la desconeguda frontera amazònica i van compartir un territori sense presència estatal. Aquesta absència va permetre molts dels pitjors crims contra els indígenes locals, explotant a través de mètodes que la modernitat no demorarien en condemnar per sempre: el treball forçat, la tortura, la prostitució infantil, el terror.
A l'inici d'aquella etapa, el 1886, el prefecte José Reyes Guerra, natural de Moyobamba, va redactar un informe que augurava el fosc futur de l'explotació d'aquell recurs:
| «                                                                 | ... els grans beneficis que proporcionaria el cautxú es veurien enfosquits per majors desgràcies llevat que l'Estat prengués mesures ... | » |
| — Informe del prefecte José Reyes Guerra al govern peruà, #GGC11C | |   |

En aquesta època, les principals cases exportadores eren les de Julio C. Arana, Luis Felipe Morey i Cecilio Hernández, encara que va haver nombrosos caucheros menors no menys importants. Arana va ser el major: propietari dels fundos gomeros i de les colònies del Riu Putumayo, la Casa Arana va esdevenir la Peruvian Amazon Company, amb seu a Londres i accions a la borsa. el 1909, va desallotjar als caucheros colombians i va guanyar el control no només del territori comprès entre el riu Caquetá i el riu Putumayo (antics límits del Perú), sinó de la mà d'obra indígena en tota la regió.
Durant la prefectura de Pedro Portillo (1901 - 1904), es van aprovar lleis que van gravar a les importacions i van intentar donar-li una millor distribució als imposts derivats de l'exportació de la goma, segons les seves qualitats. Van quedar lliures d'impostos productes com la llard, el sucre i les farines, així com certes eines i maquinàries agrícoles. D'aquesta manera, la flamant duana de Iquitos va incrementar els seus ingressos notablement i Loreto es va anivellar econòmicament pel que fa a la resta del Perú.
En un sentit que la història ha enviat a revaluar, el cauchero va ser un conqueridor modern, un explorador que -sense Bíblia ni Dorado ni Paititi- va governar una terra indòmita, va descobrir-hi un atractiu desconegut i la va convertir en una regió desitjable que avui segueix oferint infinites possibilitats i riqueses en diverses formes. Des d'una mirada més completa, hem d'admetre que el negoci del cautxú, tot i que molt prolífic en termes econòmics, impulsar excessos condemnables que van perjudicar centenars de milers d'individus i van ferir, potser per sempre, la diversitat cultural de l'espècie humana.

#### Força laboral

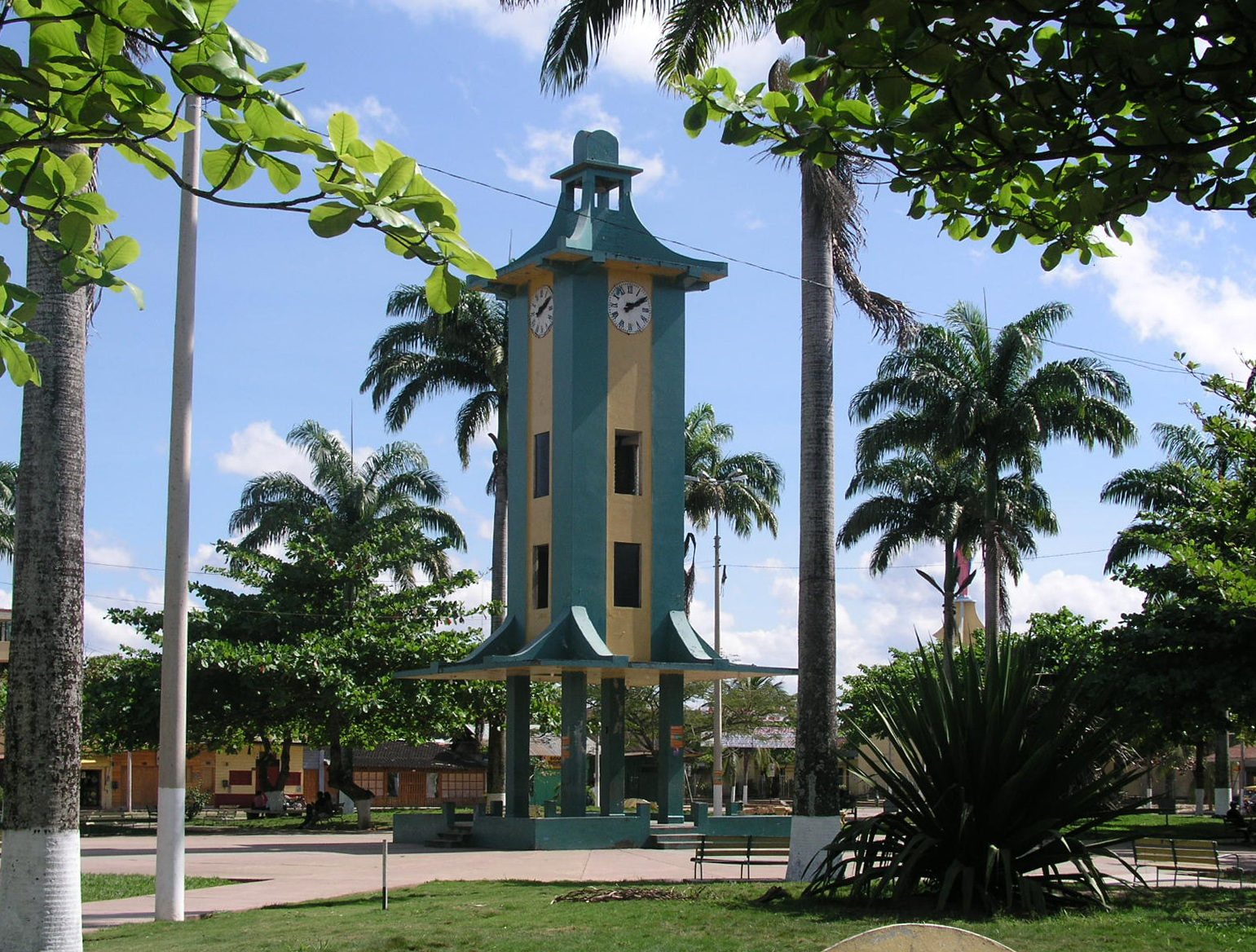
Plaça d'Armes de Port Maldonado.

Els indis naturals de l'Amazònia estaven dividits-segons l'etnocentrisme del colon-en dos grups: els batejats o "civilitzats" i els "salvatges". Eren reclutats a la força i obligats a lliurar cert nombre d'arroves de goma al mes amb l'amenaça afegida de tortures, mutilacions i altres vexacions. En virtut d'aquestes consideracions, algunes vegades els caucheros van extreure de les seves terres a nadius més submisos i els van traslladar fins a les seves colònies de producció.
El sistema de control de la força laboral era cruel i desigual: el patró sotmetia als nadius i els obligava a treballar en condicions d'esclavitud. A cada barracó de treball hi havia un capatàs i, sota el seu comandament, un grup d'homes arma dos que posaven ordre en el barracó i perseguien, castigaven o neutralitzaven qualsevol intent de rebel·lió o fugida. Dins d'aquests "exèrcits" hi havia una figura peculiar: la dels "nois", joves nadius criats pels patrons que van exercir un paper importantíssim de control, ja que estaven armats i dominaven les llengües i costums indígenes.
Un altre aspecte de l'era del cautxú el va constituir el desplaçament dels natius, trets de les seves terres i portats a conviure amb altres ètnies, de vegades rivals entre si. Només a la conca del Putumayo, durant la primera dècada del segle xx, van morir 40.000 indis dels 50.000 que abans van viure.

#### Migració interna i colonització
No obstant això, l'explotació del cautxú va portar una altra conseqüència insospitada fins llavors: la migració interna i la colonització de diferents zones de muntanya on pocs s'havien aventurat abans. Amb l'extracció de la goma va ser necessari establir zones agrícoles per a abastir als assentaments. El Govern del Perú va fomentar aquesta migració i va córrer amb part de les despeses dels passatges, manutenció temporal i amb llavors per als qui anessin a les zones assenyalades. La peruana va ser superior en nombre a la immigració estrangera, i es va desplaçar principalment de Rioja, Chachapoyas, Moyobamba, Tarapoto i Cajamarca.

### Personatges relacionats al cautxú
El La Rioja Julio César Arana de l'Àguila (1864 - 1952) al nororiente i el huaracino Carlos Fermín Fitzcarrald (1862 - 1897) al sud-orient, van ser els grans emprenedors de l'explotació del cautxú. La lleis no eren rigoroses i permetien l'ingrés de caucheros bolívia ens i basileros al departament de Madre de Dios en el Perú. Els bolivians, per exemple, penetraven entre el riu Beni i el riu Mamoré, però en les èpoques de menor inundació arribaven fins al riu Madre de Dios. Cap al 1880, un influent cauchero era el bolivià Nicolás Suárez, soci en una època de Fitzcarrald, que va arribar a tenir 16.000.000 d'acres i 10.000 peons entre 1880 i 1910.
Al sud-orient peruà, les grans boles de cautxú es portaven per via fluvial i després per terra fins al tram ferroviari de Síndria en Puno, seguint un camí de ferradura que arribava fins Marcapata. De Tirapa al Tambopata i de Síndria a Marcapata, hi va haver dens trànsit de productes relacionats amb l'activitat cauchera.
Fitzcarrald va voler innovar l'extracció del cautxú usant varadors i encreuaments de llits en línia recta. Això requeria portar des del riu Ucayali fins al riu Manu, afluent del Madre de Dios, una petita llanxa de vapor. Entre el riu Serjalí (afluent del riu Misahua) i el riu Cashpajali (afluent del Manu), hi havia unes lomadas argiloses. La lanchita Contamana va ser desarmada per Fitzcarrald per posar-la al Cashpajali, al qual va seguir corrent avall. Va ser la primera llanxa a vapor a recórrer la conca. Després el bolivià Suárez va adquirir la Contamana.
Fitzcarrald, qui va donar impuls al llogaret fluvial de Puerto Maldonado fins a fer-ne un pròsper poblat, va morir el 1897 mentre explorava l'Ucayali.

### Istme de Fitzcarrald
El descobriment de grans boscos d'arbres de cautxú i jebe als territoris de l'actual departament de Madre de Dios, al Perú, especialment en els rius Manu i Tahuamanu, las Piedras i Los Amigos, va posar a aquesta zona en la mira dels caucheros. Els viatges d'exploració es van succeir, entre ells els del coronel Faustino Maldonado, qui va morir ofegat el 1861, i el prefecte del Cusco, Baltasar de la Torre, també mort tràgicament el 1873, en el curs d'una expedició pel riu Madre de Dios.
L'accés a la regió, però, resultava difícil, i més encara transportar els productes als mercats europeus. El camí cap al Cusco o Arequipa era excessivament llarg i encara no s'havia descobert la ruta pel riu Madre de Dios fins al Madeira i el riu Negre, per arribar al port de Manaus i d'allí a l'oceà Atlàntic a través del riu Amazones.
La base dels caucheros peruans es trobava en Iquitos, pel que era molt important establir una ruta practicable que comuniqués els departaments de Loreto i Departament de Madre de Dios. Una part d'aquest trajecte es podia efectuar per riu, entrant pel riu Ucayali fins als seus naixents en la unió del riu Tambo i el riu Urubamba. Des d'aquí, la ruta es tornava més problemàtica, ja que no es coneixia la forma de passar des d'algun afluent de l'Urubamba a alguns del Purús o del Madre de Dios, i la carretera era llavors inviable.
En aquestes circumstàncies, Carlos Fermín Fitzcarrald, el major cauchero peruà, emprèn la recerca del varador que servís de comunicació entre aquestes dues conques. El seu propòsit era unir aquest vast i ric sector de la selva-en perill per les excursions de caucheros bolivians i brasilers que fins i tot van tenir el projecte de crear una República de l'Acre-amb la part nord, ja recorreguda intensament per comerciants i pobladors peruans.
El varador és el camí terrestre que comunica dos rius que es desplacen paral·lelament, o també dos punts d'un mateix riu que ha efectuat una corba en "U". El varador s'estableix, per descomptat, buscant el tram més curt entre els cursos d'aigua i és un recurs molt pràctic, que sol estalviar moltes hores de viatge. Si el varador és curt, l'home de la selva transporta la canoa al llarg del camí, o, si no, fa només el transbord de la càrrega. La seva importància es va veure reforçada durant l'anomenada època del cautxú, quan els varadors van ser intensament utilitzats.
Fitzcarrald es llança a buscar l'anhelat istme el 1891. Més de l'interès per connectar-se amb Iquitos, tenia el d'establir millors relacions comercials amb empresaris brasilers i potser treure per aquest territori, sense haver de passar pels controls de Iquitos, el cautxú que extreia de l'Ucayali i el que podria extreure del Madre de Dios. Fitzcarrald mobilitzar centenars de nadius per localitzar el varador, del qual tenia vagues notícies transmeses per nadius piros i campes. Pel que sembla, Fitzcarrald, durant els més de deu anys en què es perd a la selva, hauria residit entre ells i obtingut gran predicament.
La recerca de Fitzcarrald, està marcada per la desmesura i el sobtat. Sobtada i desmesurada va ser la seva riquesa, i la casa que mana edificar, el 1892, a la confluència de l'Ucayali i el Mishagua també té aquestes característiques. Aquesta mansió, destinada a ser el seu centre d'operacions, tenia tres pisos i 25 habitacions i va ser construïda amb fusta de cedre. Jardiners xinesos s'encarregaven de l'hort. Posseïa un magatzem en el qual podia trobar una gran diversitat de mercaderies, i al costat d'ella es van anar agrupant altres cases de caucheros fins a crear un petit poblat.
Des Mishagua, Fitzcarrald va partir cap a l'Urubamba. L'agost de 1893, encapçalant una flotilla de canoes tripulades per centenars d'indis, va entrar al riu Camisea i en cert punt tramuntà una petita elevació i va arribar a un altre riu. Va manar construir una bassa i va arribar fins al Manu, que va creure identificar com un afluent del Purús, sent així que ho era del Madre de Dios. En tornar, va prendre una altra ruta més curta i va recórrer el varador conegut avui com a istme de Fitzcarrald, els aproximadament 11 quilòmetres que separen el Serjali, afluent del Mishagua, del Caspajali afluent del Manu.

### Gomes i castanyes
L'activitat cauchera va prendre un altre caire amb la presència de grans capitals nord-americans i anglesos: l'Inca Rubber Company, de propietat nord-americà, va escollir el port de Mollendo per a les seves exportacions a partir de 1906. Després navegar pel riu Tambopata, la ruta de sortida del cautxú era el camí de Tirapata i després el ferrocarril d'Arequipa a Mollendo. Les grans empreses compradores imposaven els seus preus i discriminaven entre les diferents qualitats de goma. Aviat l'activitat extractiva va perdre el biaix aventurer i de ràpid enriquiment de temps enrere. Durant la guerra mundial de 1914, va sorgir l'interès dels països europeus per adquirir massivament productes alimentaris de fàcil conservació. Madre de Dios va ser un gran proveïdor d'ametlles i castanyes que eren molt reputades en el mercat internacional. Cap al 1914, Manaus, sobre el Rio Negro (Amazones), al Brasil, va ser el principal port de sortida de les ametlles i castanyes de Departament de Madre de Dios, mitjançant el ferrocarril Madeira-Mamoré.

### Conseqüències
En els anys següents a la "febre del cautxú", es va iniciar el declivi de la producció del cautxú, tant en quantitat com en preu, a causa de la forta competència de les colònies angleses i holandeses d'Àsia. El cautxú havia estat reeixidament aclimatat en aquestes colònies asiàtiques, on es conreava en plantacions que, a més, comptaven per a ús intern amb carreteres, ferrocarrils i mà d'obra barata.

## Nota
1. ↑  Davis, Wade. One River: Explorations and Discoveries in the Amazon Rain Forest (en anglès).  Random House, 2014, p. 285. ISBN 1448191432.